# UFC Fight Night: Thompson vs. Till
UFC Fight Night: Thompson vs. Till (även UFC Fight Night 130 och UFC Liverpool) var en MMA-gala som arrangerades av Ultimate Fighting Championship och ägde rum 27 maj 2018 i Liverpool i England. 

## Resultat
1. ↑  Catchweight 174,5 lbs.[2]
2. ↑  Catchweight 127 lbs.[2]